# Ten Mincho
Ten Mincho (貂明朝?) es una familia tipográfica serif diseñada por Ryōko Nishizuka y Robert Slimbach para Adobe, quien la publicó en 2017 a través de su servicio Typekit.
Entre sus peculiaridades, Ten Mincho destaca como tipografía japonesa por incluir un conjunto de caracteres latinos tanto en redonda como en itálicas. Los caracteres kana también destacan por su estilo caligráfico con ligaduras.

### Producción
Su concepción se realizó en dos etapas distintas en las que Nishizuka diseñó primero el conjunto de caracteres para el japonés mientras que Slimbach hizo posteriormente lo propio para el alfabeto latino (conjunto llamado Ten Oldstyle). El diseño japonés se basa en el estilo caligráfico de los tipos usados en las kawaraban (瓦版?), especie de hojas volantes en las que se difundían noticias durante el periodo Edo en Japón. Por su parte, Ten Oldstyle retoma los diseños de los tipos italianos renacentistas (también conocidos como venecianos u old-style en inglés). El nombre de la tipografía hace referencia a la marta (o ten (貂?) en japonés).
Un año después de su lanzamiento, Adobe publicó la variante Ten Mincho Text (貂明朝テキスト?) especialmente pensada para usarse en la composición de textos en libros y revistas. Se eliminaron las ligaduras de los kana y se les dio formas más abiertas para mejorar la legibilidad. La nueva versión también incluyó glifos SVG para ser usados como emojis.